# Всесвітній день горобця
Всесвітній день горобця — екологічне свято, було засноване 2010 року індійською Міжнародною організацією «Природа назавжди» (англ. Nature Forever Society) та проектом «Еко-Сис Дія» (англ. Eco-Sys Action Foundation). За даними організації «Природа назавжди» Всесвітній день горобця на сьогодні відзначається у більше ніж 50 країнах світу та набуває популярності.

## Мета свята
Свято було створене з метою привернути увагу до захисту горобців та покращення еко-умов їх перебування в природі та містах по всьому світі. Для збереження популяції горобців також було проведено супутні заходи:
- кампанію «Спасіть нашого горобця» (англ. Save Our Sparrow) впродовж якої було встановлено 52 000 годівниць для горобців та інших птахів.
- 2012 року горобця офіційно визнано птахом-символом міста Делі зусиллями організації та прем'єр-міністерки Шейлі Дікшіт на презентації кампанії «Похід за горобцями» (англ. Rise for the Sparrow).[3]
- на сайті організації пропонується зареєструвати власну подію, яка пов'язана зі святкуванням цього дня, а також пропонуються офісні та домашні варіанти святкування, подано інформацію про різноманітні види горобців, що є у світі.

## Причини зникнення горобців
Причини зникнення горобців у світовому масштабі:
- хижаки
- мікрохвильове забруднення
- втрата місця проживання
- зміни у обробці садів фермерами
- сучасні ландшафтні сади
- зменшення кількості кущів та чагарників
- дефіцит їжі[5]

## Причини зникнення горобців в Україні
Нові покрівельні технології, мікрохвильове забруднення є основними причинами зменшення популяції горобця хатнього в українських містах. У Львові в центральній частині міста горобців немає через конкуренцію з іншими видами та зміну забудови.